# Pleurophoma phyllachorivora
Pleurophoma phyllachorivora är en svampart som beskrevs av Petr. 1922. Pleurophoma phyllachorivora ingår i släktet Pleurophoma, divisionen sporsäcksvampar och riket svampar.   Inga underarter finns listade i Catalogue of Life.